# Década de Nankín
La década de Nankín (en chino tradicional, 南京十年; pinyin, Nánjīng shí nián, o década dorada, en chino tradicional, 黃金十年; pinyin, Huángjīn shí nián) es el nombre que recibe el periodo de gobierno del Kuomintang en China entre 1927 y 1937. Fue una época de reformas y de modernización del Estado, pero también de desilusión con el gobierno, minado por la corrupción, las disensiones entre sus grupos, incapaz de acabar con el atraso rural y de implantar modernos servicios de salud y educación en el país. El gobierno, débil, no pudo dominar completamente la gran nación de varios cientos de millones de habitantes.

## Situación del país

### Nación rural con escasas ciudades
Por entonces, China contaba con cuatrocientos ochenta millones de habitantes. El país era abrumadoramente rural: en la década de 1930, solo quince ciudades contaban con más de doscientos mil habitantes. La población que residía en localidades con más de cien mil solamente suponía en 4,5 % del total de la república. Según un estudio de 1934, China contaba con trescientos sesenta millones de campesinos, dos millones doscientos mil soldados y un millón cuatrocientos mil obreros industriales.

### Atraso rural y situación urbana
La unidad social fundamental siguió siendo la aldea, constituida por casas de barro o adobe y madera, alejada de la modernidad de las ciudades, sin electricidad ni infraestructuras higiénicas. Mal comunicadas con el exterior, solían ser autosuficientes, tradicionales y formadas por campesinos analfabetos. La autoridad principal en estas localidades eran los terratenientes o sus representantes. La influencia gubernamental en el campo era además escasa, y las reformas que intentó, estériles.
Tres cuartos de los campesinos tenían que recurrir al crédito —concedido por usureros a alto interés— para equilibrar sus finanzas. El 40 % de la tierra era arrendada. Los terratenientes cobraban en torno al 50 % de los ingresos de sus arrendatarios. La alianza entre el Kuomintang y las clases privilegiadas del campo impedían toda reforma de calado, a pesar de la retórica revolucionaria del partido.
En la ciudad, el principal apoyo gubernamental eran los comerciantes, que pronto quedaron desilusionados por la opresión del Kuomintang y sus planes de desarrollo estatistas. Los obreros fueron entregados al hampa, que se encargó de organizar sindicatos amarillos.

### Evolución económica
La economía nacional vivió dos periodos diferenciados: uno de rápido crecimiento hasta 1931, azuzado por la devaluación internacional de la plata, que resultó una devaluación efectiva de la divisa nacional y fomentó las exportaciones y la llegada de inversiones extranjeras; y otro a partir de ese año, de deflación y crisis industrial. El declive afectó también al campo: los precios agrícolas en 1934 se hundieron a la mitad de los de 1926.

### Situación territorial
Trece de las dieciocho provincias que formaban el país quedaron parcial o totalmente libres del control de Nankín. En el noreste, Japón se había apoderado en 1931 de las tres provincias manchúes y más tarde de Jehol. En marzo de 1934, se estableció el Estado de Manchukuo.
Shanxi volvió a manos de su antiguo señor Yan Xishan, que impulsó cierta modernización —mejora de la industria, los ferrocarriles o la educación—, pero impuso un sistema de control policial para aplastar toda oposición. Sichuán seguía sumida en las contiendas entre caciques militares, con casi un millón de soldados entre todas las facciones enfrentadas. El gobierno no ejercía autoridad alguna en Sinkiang, territorio principalmente musulmán en el oeste muy influido por la vecina Unión Soviética. Shandong había caído en manos de un antiguo lugarteniente de Feng Yuxiang que, en malas relaciones con Nankín, cooperaba con los japoneses. Hunan escatimaba los impuestos al gobierno central y aumentaba sus unidades militares, mientras que la vecina Guizhou seguía sometida a los antiguos caudillos militares e inmersa en la producción de opio. Yunnan era prácticamente independiente. La Nueva camarilla de Guangxi continuaba rigiendo la provincia que le daba nombre, hostil a los intentos centralizadores de Nankín. La vecina Cantón estaba en manos del general Chen Jitang, también contrario de Chiang. En Fujian, el 19.º Ejército de Ruta, que había resistido denodadamente a los japoneses en Shanghái, acabó abandonando su nueva misión de perseguir a los comunistas y se alzó contra el gobierno, aunque la rebelión fue aplastada.

## Reformas
La década fue el periodo de mayor influencia de gobierno nacional en la política desde la desaparición de la monarquía.
El país disfrutó de un notable crecimiento económico en las ciudades y en algunas zonas rurales, dedicadas a los cultivos comerciales. Se establecieron empresas mixtas con Alemania para fabricar en China aviones y camiones. Se crearon líneas aéreas con ayuda estadounidense y alemana. Algunas de las potencias invirtieron parte de sus indemnizaciones obtenidas gracias a las concesiones chinas tras la derrota de la levantamiento de los bóxers en infraestructuras, a cambio de suministrar equipamiento. En la década de 1930, se construyeron tres mil kilómetros de vías férreas y se concluyó la línea Wuhan-Cantón, lo que permitió viajar desde Pekín a Cantón en tren. Se importaron cientos de vagones y locomotoras, y estas comenzaron a ensamblarse también en China. De los ciento nueve mil kilómetros de carreteras con los que contaba el país en 1936, más de veinticuatro mil se construyeron durante la «década de Nankín».
En las ciudades, se erigieron grandes edificios y se mejoraron las infraestructuras. Se estudió embalsar el Yangtsé para producir energía hidráulica. Se reformó el sistema penitenciario, se proyectó la edificación de nuevas cárceles y se adoptó el sistema de reforma de los presos. Se crearon escuelas de farmacia en Shanghái y Nankín. Se creó además un sistema de escritura simplificado de ochocientos símbolos, para facilitar la alfabetización de la población. Se abandonó el tradicional calendario lunar y se adoptó el solar occidental.
Para mejorar la situación del campo, se comenzaron a estudiar nuevas variedades de plantas y se construyó una granja modelo a las afueras de Nankín.
El gobierno estableció una divisa para sustituir las emitidas por las distintas provincias hasta entonces. Se implantó el impuesto sobre la renta. La nación recuperó el control de sus aranceles y el monopolio de la sal. Aumentó también la influencia gubernamental en las concesiones extranjeras.
A pesar de la hostilidad gubernamental, floreció también la cultura y la crítica. La industria cinematográfica de Shanghái tuvo su apogeo.

## Defectos e insuficiencia del cambio
A pesar de los elogios de los observadores, las mejoras en el país fueron limitadas, se concentraron en las ciudades y beneficiaron a un porcentaje reducidísimo de la población.
La falta de fondos, de autoridad en muchas zonas del país, el conservadurismo de la clase privilegiada rural, el tradicionalismo y el hincapié en un sistema de autoridad piramidal que concentraba el poder en Chiang Kai-shek complicaron los intentos del gobierno por fundar un sistema moderno de gobierno. La modernización deseada por el poder era además económica y técnica, no política o social, y el gobierno carecía de la Administración Pública necesaria para llevarla a cabo. A pesar de los programas de reforma de esta, gran parte de los funcionarios provenían de las plantillas de los antiguos caudillos militares u obtenían su puesto por nepotismo.
Nankín tenía además continuos problemas de financiación. Numerosas provincias eran reticentes a contribuir a la Hacienda nacional, el impuesto sobre las actividades económicas no se aplicaba a los granjeros y pequeños comerciantes y existía una amplia corrupción en la recaudación. Los ingresos por impuesto sobre la renta se reducían en la práctica a los obtenidos de los funcionarios, los únicos que controlaba el Estado. Los impuestos sobre la propiedad rendían mucho menos de lo esperado por la caótica situación de los registros de la propiedad. En algunas provincias, la mitad de la fincas no tenían propietario registrado. Las provincias controladas por Japón tampoco aportaban ingresos al tesoro nacional. El contrabando menguaba también los ingresos por aranceles.
El desarrollo de las comunicaciones también fue desigual y marcado por necesidades militares —la lucha contra los comunistas—, más que por sentido económico. Había regiones inmensas, como el suroeste o el oeste, con escasísimas infraestructuras modernas de transporte. Aunque el número de carreteras aumentó considerablemente, solo un cuarto de ellas estaban asfaltadas. El transporte seguía siendo primitivo: tres cuartas partes seguía empleando medios tradicionales, no mecanizados.
El país carecía también de un sistema sanitario y de servicios sociales. La salud era muy precaria y casi la mitad de los niños moría antes de cumplir los cinco años. Los medios sanitarios eran mínimos: para cuatrocientos cincuenta millones de habitantes la nación contaba con apenas treinta mil camas de hospital, cinco mil médicos y mil setecientas enfermeras. La educación también era insuficiente. El gobierno pretendía escolarizar gratuitamente a la población, pero no aportaba los fondos necesarios: de los doscientos millones de dólares anuales que costaba anualmente el proyecto, nunca concedió más de cuarenta y dos. El número de escuelas era insuficiente, en especial en el campo. Aunque el número de escuelas secundarias se triplicó entre 1925 y 1936, en este último año apenas había tres mil de ellas, con medio millón de alumnos. En Shanghái, una de las zonas más desarrollas del país, solamente el 2 % de la población contaba con educación secundaria; en el oeste, el porcentaje era del 0,004 %. Según un informe de la Sociedad de Naciones, el número de universitarios era de treinta mil. Los intentos de reforma educativa, importantes, quedaron reducidos principalmente a las ciudades y apenas afectaron al campo.
Los intentos de reforma en el campo fueron escasos e infructuosos. No se creó ni un catastro de propiedad ni se intentó aplicar ninguna reforma agraria —el 40 % de la tierra estaba arrendada, a alto precio—, a pesar de la concentración de la propiedad en algunas provincias. No se redujeron las rentas que cobraban los terratenientes, que alcanzaban en torno a la mitad de los ingresos de los campesinos. Las nuevas cooperativas beneficiaron sobre todo a los campesinos acomodados y el Banco Agrícola se fundó principalmente para ofrecer servicios financieros a los implicados en la producción y comercio de opio, para aumentar así los ingresos estatales para fines militares.
El Ejército era también una mezcla de unidades modernas, disciplinadas y bien adiestradas y armadas y restos de los tiempos de los caudillos militares. Los ascensos a menudo recompensaban la lealtad política, no la habilidad marcial. Dado que el centro del poder político era la Junta Militar central y que los generales gobernaban la mayoría de las provincias, su nombramiento por motivos ajenos a la capacidad debilitaban el sistema administrativo. La antigua burocracia imperial había sido sustituida, tanto como sistema administrativo como de ascenso social, por las Fuerzas Armadas.
La intolerancia con las diferencias políticas impidió la innovación política o administrativa, y favoreció el crecimiento de la represión. El país carecía de un sistema jurídico moderno, lo que facilitó la extensión de las medidas coercitivas, incluida la tortura, la detención arbitraria y el asesinato. Existían grupos de asesinos que acababan con la vida de los disidentes.
Pese a que el poder se concentraba en Chiang —que ocupaba cargos diversos y cambiantes pero conservaba en todo momento el poder— y en las camarillas en torno a él, estas no formaban un grupo cohesionado, sino que estaban enfrentadas por rencillas.

## Campañas contra los comunistas
En 1934, por fin las ofensivas contra los comunistas comenzaron a dar fruto, y diversas unidades fueron cercadas o aniquiladas. En Jiangxi, el avance de las fuerzas gubernamentales fue imparable.
Aun así, el coste de las operaciones militares fue enorme: los gastos bélicos y el pago de la deuda suponían el 70 % del presupuesto nacional.

## Política internacional
En el verano de 1934, se restablecieron las relaciones diplomáticas con la Unión Soviética. Mejoraron las relaciones también con Manchukuo, con el que se reanudaron los servicios de ferrocarriles, aunque no hubo un reconocimiento oficial del país.

## Fin del periodo
El fin de la década llegó con el comienzo de la segunda guerra sino-japonesa y el traslado de la capital a Wuhan a finales de 1937. Perdida la larga batalla de Shanghái y amenazada Nankín, el gobierno chino decidió instalarse en Wuhan y alejarse de la inminente batalla por el control de la ciudad.